# Таллыкуль (Благоварский район)
Таллыкуль (баш. Таллыкүл) — деревня в Благоварском районе Башкортостана, относится к Удрякбашевскому сельсовету. 

## История
Основана в конце 20-х гг. XX в. на территории Уфимского кантона как выселок жителями д. Удрякбаш того же кантона.

## Население
| 2002 | 2009 | 2010 |
| ---- | ---- | ---- |
| 117  | ↘116 | ↘88  |

Согласно переписи 2002 года, преобладающая национальность — башкиры (100 %).

## Географическое положение
Расстояние до:
- районного центра (Языково): 25 км,
- центра сельсовета (Удрякбаш): 6 км,
- ближайшей ж/д станции (Благовар): 3 км.

## Инфраструктура
Население занято в ООО “Агрофирма им. М. В. Фрунзе”. Есть начальная школа (филиал средней школы с. Удрякбаш).